# Polifem (fill de Posidó)
A la mitologia grega, Polifem (grec antic: Πολύφημος) era un ciclop, és a dir, un gegant d'un sol ull al mig del front, fill de Posidó i la nimfa Toosa, filla de Forcis.
Homer el presenta com un gegant terrible, el més salvatge de tots els ciclops. És pastor i viu en una cova d'allò que li proporciona el seu ramat. Coneix el foc, però menja carn crua. Sap què és el vi, però només en beu de tant en tant i no es preocupa per les borratxeres. No és del tot insociable, ja que en el seu dolor, crida els altres ciclops demanat ajuda, però no sap fer-se entendre.
Segons el Cant Novè de l’Odissea, Ulisses, en el viatge de tornada de Troia, va arribar a una illa. Odisseu juntament amb uns companys escollits per ell mateix van decidir explorar l'illa amb un dels tres vaixells que controlaven. Després de fer mitja volta sencera a l'illa, Odisseu va trobar una cova, on va penetrar-hi juntament amb dotze companys i entre tots van muntar un festí amb el menjar que el ciclop guardava a la seva cova. Distrets pel menjar, els grecs van perdre la noció del temps i es van adonar massa tard de l'arribada del ciclop a la seva llar. Polifem va tancar l'entrada de la cova amb una enorme roca i després d'encendre una foguera va poder albirar els grecs amagats al fons de tot. Al principi va sentir curiositat pels nouvinguts, però en veure que s'havien menjat gairebé totes les seves reserves va muntar en còlera i en venjança va devorar a dos dels grecs.
El ciclop va demanar a Odisseu el seu nom i ell, astutament, li contestà "Ningú". Polifem va prometre a l'heroi que se'l menjaria el darrer de tots per haver-lo obsequiat amb un vi excel·lent que Odisseu havia desembarcat amb ell. Quan va caure la nit, el ciclop estava profundament adormit sota els efectes del vi, i Odisseu i els seus companys van esmolar una enorme estaca i la van endurir al foc. Després la van enfonsar a l'únic ull del gegant. L'endemà, quan el ramat va sortir a pasturar, els grecs es van lligar al ventre de les ovelles per poder passar per la porta de la cova, on Polifem, cec, controlava amb les mans tot el que sortia.
Quan els altres ciclops sentiren els laments de Polifem i demanaren què passava, el ciclop digué: "Ningú m'ha deixat cec! Ningú m'ha atacat!". Així els companys de Polifem pensaren que ningú li havia fet cap mal. Aquesta astúcia va deixar lliures Ulisses i els seus companys. Polifem des de la seva illa va sentir les burles del grecs que s'endinsaven a la mar, i amb un últim acte de fúria els va llençar una roca, però com l'havien encegat va fallar el llançament. Finalment Polifem va pregar a el seu pare Posidó, que governa les aigües, que evités que Ulisses arribés a la seva pàtria.
Per això, Ulisses és perseguit per la ira del déu del mar, Posidó, enutjat amb ell perquè ha deixat cec el seu fill, el ciclop Polifem.
Després dels poemes homèrics, Polifem, d'una manera estranya, es converteix en el protagonista d'una aventura amorosa amb la nereida Galatea. Hi ha una tradició segons la qual Galatea s'enamorà del ciclop i li donà fills.